# Bursadopsis praeflavata
Bursadopsis praeflavata là một loài bướm đêm trong họ Geometridae.